# Benins departement
Benin indelas i 12 departement (franska: départements). 1999 ombildades de dåvarande sex departementen till sammanlagt tolv departement.
Departementen är vidare indelade i 77 kommuner (communes), som i sin tur är indelade i arrondissement.
Departementet Littoral omfattar enbart Cotonou, Benins största stad.
1. Alibori¹ (Kandi)
2. Atacora (Natitingou)
3. Atlantique (Ouidah)
4. Borgou (Parakou)
5. Collines¹ (Savalou)
6. Donga¹ (Djougou)
7. Couffo¹ (Dogbo)
8. Littoral¹ (Cotonou)
9. Mono (Lokossa)
10. Ouémé (Porto-Novo)
11. Plateau¹ (Sakété)
12. Zou (Abomey)

¹Bildades 1999